# Dubrovnik Airline
Dubrovnik Airline Limited — упразднённая чартерная авиакомпания, базировавшаяся в хорватском городе Дубровник. Специализировалась на выполнении чартерных туристических перевозок из Европы в Хорватию. Её основной базой являлся Аэропорт Дубровник.
В 2006 году Dubrovnik Airlines перевезла 380 000 пассажиров; за первые 7 месяцев 2007 года — 360 000 пассажиров. 23 октября 2011 года объявила о банкротстве.

## История
Авиакомпания была официально запущена 15 декабря 2004 года хорватской транспортной компанией «Atlantska Plovidba». Она начала перевозки в 2005 году и на март 2007 года имела персонал численностью 117 человек.
Начиная с 2009 года авиакомпания работала в убыток, и в конечном итоге прекратила операционную деятельность 23 октября 2011 года, объявив о своём банкротстве.

## Пункты назначения
Авиакомпания выполняла чартерные перевозки во множество аэропортов Европы, а также в Тунис и Израиль. Летом 2010 года авиакомпания Dubrovnik Airline работала на чартерных перевозках из аэропорта Алма-Аты (Казахстан) на самолёте McDonnell Douglas MD-80 с промежуточной посадкой в Астрахани для дозаправки.

## Флот

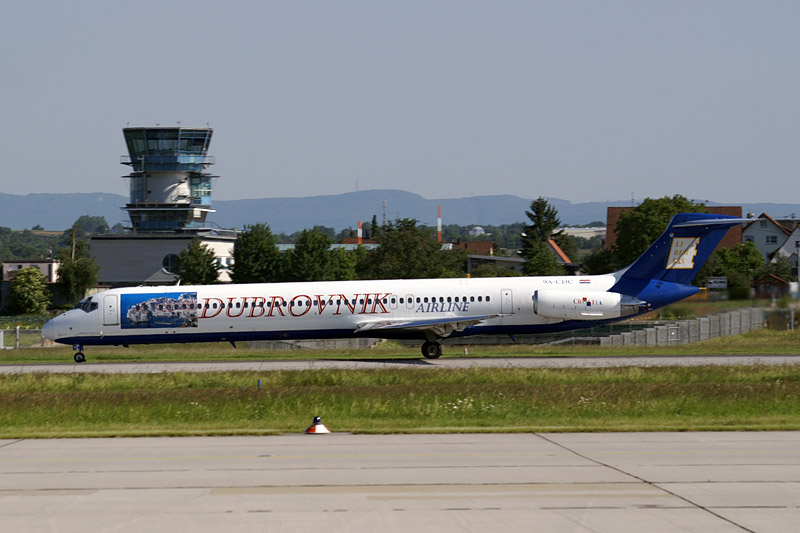
McDonnell Douglas MD-82 авиакомпании Dubrovnik Airline взлетает из аэропорта Штутгарта, Германия. (2006 год)

Флот Dubrovnik Airline состоял из следующих судов (на 14 октября 2009):
На 14 октября 2009 года, средний возраст самолётов Dubrovnik Airline составлял 26,1 года.